# Бої за Нижню Кринку та Жданівку
Бої за Нижню Кринку та Жданівку у Донецькій області точилися влітку 2014 року під час війни на сході України. 16–17 серпня 2014 українські війська взяли під контроль цей район, але протягом 20-30 вересня відступили до Дебальцевого.

## Передумови
На початку серпня 2014 року[уточнити] українське командування вирішило оточити Донецьк. В рамках цього задуму почалися операція із захоплення м. Іловайськ та операція з виходу на рубіж річки Кринка. Для вирішення другої бойової задачі командування залучило 25-ту повітрянодесантну бригаду. Десантникам було наказано захопити та утримати плацдарми в районах сіл Верхня та Нижня Кринки і Жданівки. Надалі командуванням передбачалося діями у напрямку м. Зугрес перекрити трасу Н-21, яка з’єднує Донецьк та Луганськ, що, за оцінками Міністерства оборони України, фактично була єдиним шляхом постачання боєприпасів, озброєння, військової техніки та інших матеріальних засобів угрупованню бойовиків в районі Донецька. Ця дорога була надзвичайно важливою для маріонеткової ДНР, тому що з півночі, заходу та півдня Донецьк був блокований українськими підрозділами.
Українські сили, залучені до операції в районі Нижньої Кринки та Жданівки налічували 612 військовослужбовців з таких підрозділів:
- зведена батальйонна тактична група 25-ї повітрянодесантної бригади
- артилерійський дивізіон 26-ї артилерійської бригади
- реактивна артилерійська батарея 27-го реактивного артилерійського полку
- авіаційна група армійської авіації.

## Перебіг подій
Пошуково-ударні дії розпочалися 15—17 серпня. Українські вийшли з району Дебальцевого і пішли в напрямку Нижньої Кринки.
Було сформовано два штурмових загони, які зайшли в тил бойовикам та зачистили Жданівку. 16 серпня 2014 року м. Жданівка було звільнене від проросійських бойовиків. За даними видання Український тиждень, десантники діяли стрімко і не дозволили бойовикам підтягнути підкріплення. Потім перша штурмова група при підтримці бригадної артилерії провела зачистку сіл Комунар та Нижня Кринка. Було проведено розмінування мосту через річку Кринка. Після цього десантники разом з силами 41 БТрО і Національної гвардії виставили блокпости в районі шахти Полтавської, села Малоорлівка.
17 серпня 2014 року в районі Нижньої Кринки та Жданівки при проведенні пошуково-ударних дій внаслідок обстрілу з БМ-21 «Град» загинули 11 солдат та офіцерів 25-ї повітрянодесантної бригади Збройних сил України на чолі з капітаном Вадимом Ричковим.
Встановленням блокпостів по коридору північніше Донецька в напрямку на Верхню Кринку було припинено сполучення між Донецьком і Горлівкою.
У вересні 2014 року було прийняте рішення залишити українським військам Нижню Кринку та Жданівку і повернулися назад під Дебальцеве.

## Втрати
| Прізвище, ім'я, по батькові     | Звання            | Формування | Дата смерті    | Район загибелі        | Обставини смерті                                                             |
| ------------------------------- | ----------------- | ---------- | -------------- | --------------------- | ---------------------------------------------------------------------------- |
| Гуцул Едуард Григорович         | старший солдат    | 25 ОПДБр   | 16 серпня 2014 | Жданівка              | Загинув від кулі снайпера.                                                   |
| Шевчук Сергій Мирославович      | старший лейтенант | 25 ОПДБр   | 17 серпня 2014 | Нижня Кринка—Жданівка | Загинув під час обстрілу з БМ-21 «Град» при проведенні пошуково-ударних дій. |
| Маковей Сергій Олександрович    | молодший сержант  | 25 ОПДБр   | 17 серпня 2014 | Нижня Кринка—Жданівка | Загинув під час обстрілу з БМ-21 «Град» при проведенні пошуково-ударних дій. |
| Ричков Вадим Володимирович      | капітан           | 25 ОПДБр   | 17 серпня 2014 | Нижня Кринка—Жданівка | Загинув під час обстрілу з БМ-21 «Град» при проведенні пошуково-ударних дій. |
| Єманов Олексій Петрович         | солдат            | 25 ОПДБр   | 17 серпня 2014 | Нижня Кринка—Жданівка | Загинув під час обстрілу з БМ-21 «Град» при проведенні пошуково-ударних дій. |
| Король Віталій Сергійович       | старший сержант   | 25 ОПДБр   | 17 серпня 2014 | Нижня Кринка—Жданівка | Загинув під час обстрілу з БМ-21 «Град» при проведенні пошуково-ударних дій. |
| Ятченко Сергій Олександрович    | старший сержант   | 25 ОПДБр   | 17 серпня 2014 | Нижня Кринка—Жданівка | Загинув під час обстрілу з БМ-21 «Град» при проведенні пошуково-ударних дій. |
| Вакулич Володимир Володимирович | старший солдат    | 25 ОПДБр   | 17 серпня 2014 | Нижня Кринка—Жданівка | Загинув під час обстрілу з БМ-21 «Град» при проведенні пошуково-ударних дій. |
| Федчук Сергій Володимирович     | молодший сержант  | 25 ОПДБр   | 17 серпня 2014 | Нижня Кринка—Жданівка | Загинув під час обстрілу з БМ-21 «Град» при проведенні пошуково-ударних дій. |
| Приходько Дмитро Вікторович     | солдат            | 25 ОПДБр   | 17 серпня 2014 | Нижня Кринка—Жданівка | Загинув під час обстрілу з БМ-21 «Град» при проведенні пошуково-ударних дій. |
| Гаврюшин Денис Юрійович         | лейтенант         | 25 ОПДБр   | 17 серпня 2014 | Нижня Кринка—Жданівка | Загинув під час обстрілу з БМ-21 «Град» при проведенні пошуково-ударних дій. |
| Коза Денис Євгенович            | лейтенант         | 25 ОПДБр   | 17 серпня 2014 | Нижня Кринка—Жданівка | Загинув під час обстрілу з БМ-21 «Град» при проведенні пошуково-ударних дій. |

## Матеріали
- Анатолій Шара, 25 ОПДБр. Невідома операція. Жданівка - Нижня Кринка [Архівовано 15 серпня 2021 у Wayback Machine.] // Український тиждень, 16.05.16